# 贾根·黑姆斯
贾根·黑姆斯（英語：Jagan Hames，1975年10月31日—），澳大利亚男子田径运动员。他曾代表澳大利亚参加1994年和1998年英联邦运动会田径比赛，其中1998年英联邦运动会获得一枚金牌。